# Posht-e Darband
Posht-e Darband (پشت دربند en persan) est un village du district rural de Kivinat (en) dans le district de Kolyai (en) dans le comté de Sonqor (en) dans la province de Kermanshah en Iran. Lors du recensement de 2006, il avait une population de 72 habitants répartis en 22 familles.